# Вельке-Капушаны
Вельке-Капушаны (словац. Veľké Kapušany, венг. Nagykapos, укр. Великі Капушани) — город в восточной Словакии у границы с Украиной. Население — около 9 тыс. человек.
Сейчас в этом городке находится одноимённая газораспределительная станция, на которую через Украину поступает российский экспортный газ. Далее, проходя по Словакии, трубопровод с газом идёт в европейские страны: Австрию, Чехию, Германию, Францию, Италию.

## История
Вельке-Капушаны впервые упоминаются в 1211 году как поселение Капош. В 1430 становятся городом. Вельке-Капушаны были вторым по значению городом Унга после Ужгорода. В настоящее время в населении Вельких Капушан преобладают венгероязычные цыгане.

## Население
| Год:                | 1994 | 2004    | 2014    | 2024    |
| ------------------- | ---- | ------- | ------- | ------- |
| Количество человек: | 9786 | 9536    | 9235    | 8347    |
| Разница:            |      | −2,55 % | −3,15 % | −9,61 % |

## Экономика

### Транспортная инфраструктура
Рядом с городом проходит газопровод Transgas, а также находится крупнейшая в Европейском союзе газовая компрессорная станция мощностью 300 МВт, обеспечивающая поставки газа по трубопроводу.

## Достопримечательности
- Католический костёл
- Лютеранская кирха
- Развалины замка

## Известные уроженцы
- Финцицкий, Михай (1842—1916) — адвокат, литератор-переводчик, собиратель народных песен и сказок, многолетний мэр Ужгорода.
- Эрдели, Янош (1814—1868) — венгерский поэт, писатель, литературный критик, философ и этнограф